# Chiara Ferragni
Chiara Ferragni (Cremona, 7 de maio de 1987) é uma empreendedora, blogueira e designer italiana.

## Biografia
Nascida em Cremona, filha de Marco Ferragni, dentista, e Marina Di Guardo, escritora. Chiara tem duas irmãs mais novas, Francesca (nascida em 1989) e Valentina (nascida em 1992) e um irmão. Frequentou a escola secundária "Daniele Manin" de Cremona e depois estudou na Faculdade de Direito da Universidade Bocconi, sem concluir seus estudos.

## Carreira
Chiara Ferragni fundou seu blog, The Blonde Salad, em outubro de 2009. Na época dividia os posts entre moda e sua rotina como estudante em Milão. Em março de 2011, a revista New York mostrou-a como "uma das maiores estrelas do ano". Em dezembro de 2011, seu blog recebeu 1 milhão de visitantes. Também levou o blog sob a influência de 12 milhões de pessoas. Em 2013 foi eleita a melhor blogueira do ano por diversos veículos. Em dezembro de 2013, publicou um livro chamado "The Blonde Salad", cuja língua nativa é o italiano.
Ferragni foi modelou para uma campanha de marketing da Guess em novembro de 2013. Em dezembro, colaborou com Steve Madden para o design de calçados da primavera de 2014. Ferragni coleciona inúmeras parcerias, tendo trabalhado com Christian Dior, Louis Vuitton, Max Mara, Chanel, Tommy Hilfiger, Runny Green Booghers, J Brand e Seven for All Mankind, incluindo seu trabalho anterior.
Ferragni também foi convidada no TRL Awards como apresentadora, Chiambretti Night, um show italiano. Ela apareceu no tapete vermelho na estreia do filme Habemus Papam. Chiara também foi convidada no programa chamado Project Runway em agosto de 2014. Ele recebeu o prêmio Ferragni Bloglovin em 7 de setembro de 2014.

## Filmografia
- Chiara Ferragni - Unposted , dirigido por Elisa Amoruso - documentário (2019)